# 德国物流

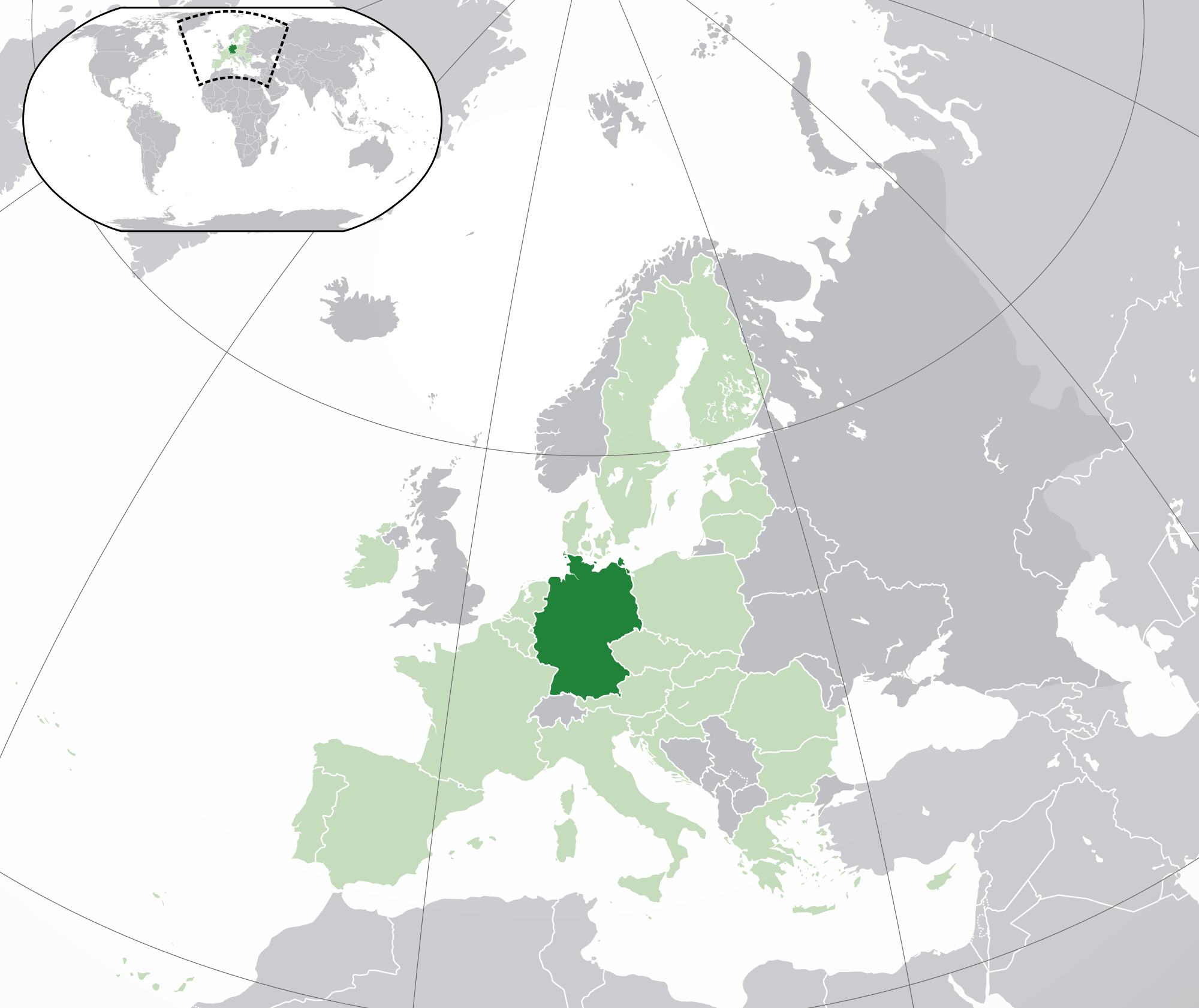
德国在欧盟的位置

德国位于欧洲的中央，共与9个国家接壤。德国的邻国数量超过任意其它一个欧洲国家，同时德国还是欧洲最大的经济体和全球第四大经济体。德国人口仅为8200万人，但是它是进入整个西北欧和中东欧市场的跳板：德国的周边国家人口数为1.5亿，欧盟的人口总数达4.6亿。
2014年，德国物流业的总营业额达2350万欧元。根据2013年的相关统计，欧洲物流市场的总量为9300万欧元，德国在其中就占了五分之一强，远超其它国家。继汽车制造业和贸易业之后，物流行业是德国第三大经济支柱，排名甚至比电子制造和机械制造业更靠前。在德国，物流业共提供290万个工作岗位。
德国毫无疑问是一个物流强国，其一得益于德国在欧洲中央的地理位置，其二是因为完善的交通基础设施和一流的物流技术水平。德国中小型物流企业的灵活性和大型跨国企业全面的物流服务帮助德国在全球树立起了积极的形象。德国邮政-DHL、德国铁路-Schenker和DACHSER等德国物流企业跻身于世界物流企业百强的前列。上百所德国大学和应用技术大学设置了物流专业，为物流行业培养研究型和实用型的人才。

## 主要物流节点
按照物流市场容量、交通设施条件和地理位置，德国可划出17个主要物流节点：
| 联邦州                     | 汉语名称              | 德文名称                | 英文名称              |
| 北部                       | 北部                  | 北部                    | 北部                  |
| -------------------------- | --------------------- | ----------------------- | --------------------- |
| 不来梅                     | 不来梅                | Bremen                  | Bremen                |
| 汉堡                       | 汉堡                  | Hamburg                 | Hamburg               |
| 下萨克森                   | 汉诺威/布伦瑞克       | Hannover / Braunschweig | Hanover / Brunswick   |
| 东部                       |                       |                         |                       |
| 柏林                       | 柏林                  | Berlin                  | Berlin                |
| 萨克森/萨克森-安哈尔特     | 莱比锡/哈勒           | Leipzig / Halle         | Leipzig / Halle       |
| 图林根                     | 埃尔福特              | Erfurt                  | Erfurt                |
| 西部                       |                       |                         |                       |
| 下萨克森/北莱茵-威斯特法伦 | 奥斯纳布吕克/明斯特   | Osnabrück / Münster     | Osnabrück / Münster   |
| 北莱茵-威斯特法伦          | 鲁尔区                | Ruhrgebiet              | Ruhr region           |
| 北莱茵-威斯特法伦          | 杜塞尔多夫            | Düsseldorf              | Düsseldorf            |
| 北莱茵-威斯特法伦          | 科隆                  | Köln                    | Cologne               |
| 北莱茵-威斯特法伦          | 门兴格拉德巴赫        | M’gladbach              | M’gladbach            |
| 中部                       |                       |                         |                       |
| 黑森                       | 卡塞尔/巴特黑斯费尔德 | Kassel / Bad Hersfeld   | Kassel / Bad Hersfeld |
| 黑森                       | 法兰克福              | Frankfurt               | Frankfurt             |
| 南部                       |                       |                         |                       |
| 巴登-符腾堡                | 莱茵-内卡             | Rhein-Neckar            | Rhine-Neckar          |
| 巴登-符腾堡                | 斯图加特/海尔布隆     | Stuttgart / Heilbronn   | Stuttgart / Heilbronn |
| 巴伐利亚                   | 纽伦堡                | Nürnberg                | Nuremberg             |
| 巴伐利亚                   | 慕尼黑                | München                 | Munich                |

## 物流基础设施

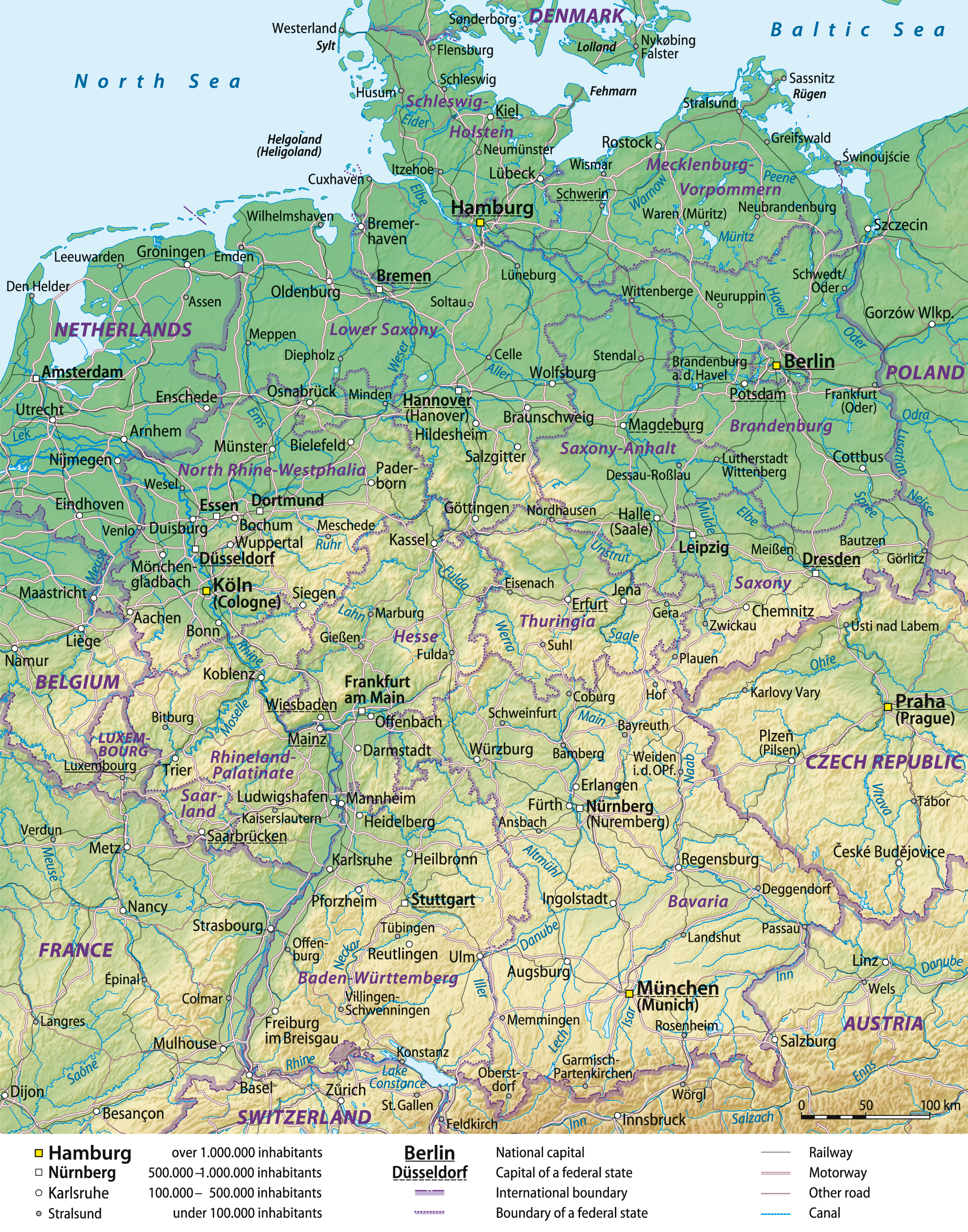
德国主要城市

上世纪80年代，德国联邦政府规划在全国建立40个物流园（德文：GVZ，英文：Freight Village）。以下是截至2016年的德国物流园的名称：
巴登-符腾堡州
- 莱茵河畔魏尔
- 乌尔姆

巴伐利亚州
- 雷根斯堡
- 奥格斯堡
- 纽伦堡
- 英戈尔施塔特
- 霍夫

柏林（直辖市）
- City GVZ Westhafen：柏林城市西港物流园

勃兰登堡州
- 奥德河畔法兰克福
- Schönefelder Kreuz：舍内费尔德高速路交叉点
- Berlin Ost Freienbrink：柏林东
- Berlin West Wustermark：柏林西
- Berlin Süd Großbeeren：柏林南

不来梅州
- 不来梅

黑森州
- 卡塞尔

梅克伦堡-前波莫瑞州
- 罗斯托克

下萨克森州
- 奥斯纳布吕克
- 沃尔夫斯堡
- 萨尔茨吉特
- 埃姆斯
- 汉诺威
- 哥廷根
- 库福尔登-埃姆利夏伊姆

北莱茵-威斯特法伦州
- 赖讷
- 黑尔讷-埃姆舍尔河
- 科隆

莱茵兰-普法尔茨州
- 科布伦茨
- 特里尔

萨克森州
- 德累斯顿
- Südwestsachsen：西南萨克森
- 莱比锡

萨克森-安哈尔特
- 马格德堡

石勒苏益格-荷尔斯泰因州
- 基尔

图林根
- 埃尔福特

## 重要物流研究机构

德国联邦物流联合会

- ISL (Institut für Seeverkehrswirtschaft und Logistik)，海运经济与物流研究所，不来梅

- BVL (Bundesvereinigung Logistik)，德国联邦物流联合会，不来梅
- Fraunhofer IML (Fraunhofer-Institut für Materialfluss und Logistik)，弗劳恩霍夫物流研究院，多特蒙德，北莱茵-威斯特法伦州
- Fraunhofer CML (Fraunhofer-Center für Maritime Logistik und Dienstleistungen) ，弗劳恩霍夫海事物流服务研究中心，汉堡
- Fraunhofer SCS (Fraunhofer-Arbeitsgruppe für Supply Chain Services SCS) ，弗劳恩霍夫供应链服务工作组，纽伦堡，巴伐利亚州